# Port Jebel Ali
Port Jebel Ali (ar.جبل علي) – jeden z największych portów kontenerowych na świecie położny na północno-zachodnim wybrzeżu Zjednoczonych Emiratów Arabskich w emiracie Dubaju.
Port, zbudowany w latach 1976-1979 jest największym sztucznym portem na świecie. Wraz ze strefą wolnego handlu utworzoną w okolicy jest jednym z największych kompleksów przemysłowych Bliskiego Wschodu.
W 2007 port obsłużył 8696 statków o łącznej nośności 227 894 526 ton.
Kanał wejściowy i basen zewnętrzny są pogłębione do 17 metrów (dane z 2006). Port może przyjąć statki o nośności do 545 tysięcy ton i maksymalnej długości 414 metrów.
Port Jebel Ali składa się z czterech głównych części

## Megamax Terminal
Terminal kontenerowy Megamax jest położony przy wschodnim falochronie. Nabrzeże ma długość 1200 metrów.

## Basen zewnętrzny
Basen zewnętrzny zawiera 4 nabrzeża dla zbiornikowców. Służy do eksportu LPG oraz produktów przetwórstwa ropy naftowej.

## Basen północny
Basen północny ma 17 numerowanych miejsc na trzech nabrzeżach. Obsługuje tankowce wywożące ropę a także statki przywożące zboże, aluminium, drewno i ładunki w kontenerach.

## Basen południowy
W basenie południowym znajduje się siedem nabrzeży z 49 miejscami postojowymi. Przeładowywane są głównie ładunki drobnicowe (w tym mrożone) oraz Ro-ro.
Oprócz powyższych, w granicach portu znajduje się stocznia remontowa (4 miejsca postojowe) oraz dwie mariny.

## US Navy
Port jest intensywnie wykorzystywany przez US Navy i stał się najczęściej odwiedzanym przez amerykańskie okręty portem położonym poza USA. Ze względu na dostępność, zawijać tu mogą nawet lotniskowce typu Nimitz. Na potrzeby załóg okrętów prowadzone jest Jebel Ali Recreation Center.